# Dobromił
Dobromił – męski odpowiednik imienia Dobromiła, nienotowany w źródłach staropolskich.
Dobromił imieniny obchodzi 5 kwietnia, 5 czerwca, 11 października, 21 października.